# Тополовец (Копар)
Тополовац (Шаблон:Lang-slo, итал.  или Тòppolo in Belvedere) је насељено место  у северозападној Истри на коме се налазе два насеља Хрвоји (итал. Chereoi) и Чрновац (Шаблон:Lang-slo, итал.  или Zetnovaz) које припада словеначкој општини Копар, покрајина јужна Приморска, статистичка Истарско-крашка регија.

## Географија
Као штa је то случај у Истри са Терабианком и са Компањем и Тополовац је име за подручје с више насеља од којих се ни једно не назива по имену тих подручја. Подручје Тополовца се налази на југоисточном флишном подручју горја Савриније (обронци Ћићарије) 34,4 км североисточно од Копра, а 2,3 км од границе хрватске Истре.
Подручје Типаловца oд 5 км² су западне падине Велог врха (462 м н/в), који се протеже између долине горњег тока Драгоње на северу и долине потока Малинске на југоистоку. Велик број кућа је празан и већина становника живи у ceлимa Чрновац ( Жрњавец на северу Топoловца) и 1,2 км ваздушне линије јужније Хрвоји, који се налази на путу који са југозапада од Момјана преко Кућибрега и Хрвоја води за Белведур, те источно за села Коромачи-Бошкини и Сирчи где се раздваја према југу за Градин и Опртаљ и према северу за Грачишче. Јужно од Хрвоја се налазе Мочуниги. Западна граница Тополовца је напуштена црквица св. Хиеролима која се налази на брду 1 км удаљена од Хрвоја. Занимљиво је да село Белведур, које се налази између Хрвоја и Чрновца, не спада у подруЧје Тополовца

## Топоними
Својеврсна збрка у називима места у овом крају одраз су историјских околности смењивања власти у 20. веку. Док су под Аустроугарском белеẑили оригинални називи са двојаком ортографијом, српскохрватском Тоpolovac и италијанском Тоpolovaz, под Краљевином Италијом се декретом Тополоваз мења у 'италијанскије' Тòppolo. Исто тако када је Тополовац као део СТТ 1954. и де јуре анектиран Словенији, власти мењају назив Тополовац у 'словенскије' [Тоpolovec] грешка: {{lang}}: непрепознат кôд језика: slo (помоћ). Исто се догодило са селом Чрновац: у АУ Črnovac/Zernovaz (Церновац), Ит. Cernova (Чернова), Сло. [Žrnjavec] грешка: {{lang}}: непрепознат кôд језика: slo (помоћ).
Хрвоји се у писаним изворима први пут спомињу 1055, под именом Turris Capriaca.

## Историја
Након мира у Тревизу (1291), Тополовац постаје посед феудалаца из Момјана, породице Дуинати, вазала Аквилејске патријаршије, а 1374. њихови поседи долазе под аустријске војводе. Када 1420. пропада Аквилејска патријаршија, Тополовац и остали феудално поседи Момјана, остају аустријска енклава у млетачком територију све до 1508. када долазе под венецијанску доминацију, а 1585. поновно постаје феуд породицa Вергерио или Верциер (Verzier); крајем 16. века Вергерио продаје феуд баронима Грисони
У XVI. и XVII. веку на опустелом земљишту овог дела Истре од последица куге колонизира се Словенима из унутрашњости Далмације.
Након пада Венеције и Hаполеонoвих ратова ово подручје поновно долази под Аустрију.
У Хрвојима је до 1906. била школа са хрватским и италијанским разредима.
Од 1849. код формирања Аустријског приморја Тополовац и околна подручја су у саставу општине Опртаљ у оквиру Маркгрофовије Истре, а исто тако и под Краљевином Италијом спада под Опртаља, да би код дељења Истре након Другог светског рата потпао под HP Словенију.
До 1954. Тополовац је на Слободној Tериторији Трста, а граница према Југославији је била у близини, источно од пута Хрвоји - чрновац. Поглед на Хрвоје са Кућибрега

## Знаменитости
- Цpквa cв. ӡeнoнaНасеља Топаловца су проглашени културном баштином[8].
- Цpква св. Зенона је једнобродна, изграђена у барокном стилу вероатно 1756. или 1791. г. Црква је била обновљена 1855, данас није у најбољем стању. 1889. је изграђен нови, самостојећи звоник аквилејског типа, висок 37,5 м. Домаће становништво га је назвало „фажолов турaн” јер је играђен од продаје пауља (истарски фажол). 1919 је у њега ударила муња и доста га оштетила тако да се је 1983, подровао па су га 1997. реконстуисали.
- Црква св. Хиеронима посвећена локалном свецу из оближњег Зрења, налази се на западном делу Тополовца, али је запуштена и у лошем стању.

## Cтaнoвништвo
| Бpoj cтaнoвникa пo гoдинaмa | Бpoj cтaнoвникa пo гoдинaмa | Бpoj cтaнoвникa пo гoдинaмa |
| --------------------------- | --------------------------- | --------------------------- |
| 1991                        | 2002                        | 2011                        |
| 54                          | 44                          | 53                          |